# Турен (суп)
Турен (фр. tourin , также tourain, thourin, tourrin, torrin, touril, touri) — французский чесночный суп, характерный для юга и юго-запада страны (особенно Перигор, Бордо), состоящий из лука, помидоров, чеснока.
Во многих регионах существуют свои вариации рецепта. В рецептах добавляют до 20 зубчиков чеснока для более сильного вкуса. Однако другие рецепты включают равное количество лука и чеснока, чтобы выровнять вкус.
Для приготовления измельченный чеснок (и нарезанный лук, если он используется) обжаривается до мягкости (на оливковом масле, ранее использовался гусиный или утиный жир), а из муки готовится простой соус. В смесь добавляют бульон или воду и варят на слабом огне, чтобы она уварилась. Яичные белки медленно вливаются и быстро взбиваются, чтобы предотвратить образование комков. Суп еще больше загущают путем смешивания яичного желтка с уксусом и добавления в суп. В качестве основы для турена может служить овощной бульон, из  спаржи, цветной капусты, и даже молоко. Подаётся с гренками.
Считается, что этот суп обладает антипохмельными свойствами.
Ранее на юге Франции, особенно в сельской местности, существовал обычай шабро или шаброль: добавлять в остатки турена (или другого местного супа) немного красного вина и пить его прямо из тарелки. Эта традиция стала возрождаться.